# 水冶镇
水冶镇，是中华人民共和国河南省安陽市安阳县下辖的一个乡镇级行政单位。位居2015年度河南省百强乡镇第一名。

## 行政区划
水冶镇下辖以下地区：
北关社区、北街社区、老城区社区、东北街社区、小东关社区、东街社区、南关社区、南街社区、井家庄社区、向阳社区、西街社区、西蒋社区、阜城东街社区、阜城南街社区、阜城西街社区、阜城北街社区、姬家屯社区、天池社区、果园村、东古庄村、西古庄村、南段村、北段村、阳郡村、茶棚村、下河村、南麻水村、西麻水村、东麻水村、石棺村、许朴村、北固现村、南固现村、东高平村和寨子村。